# Eric Clapton (álbum)
Eric Clapton es el primer álbum de estudio en solitario del músico británico Eric Clapton, publicado por la compañía discográfica Atco Records en agosto de 1970.

## Grabación
Tras su exitoso paso por bandas como The Yardbirds, John Mayall & the Bluesbreakers, Cream y Blind Faith, Clapton decidió grabar su primer álbum en solitario a instancias de Delaney Bramlett, con quien salió de gira a finales de 1969. Las primeras canciones fueron grabadas en los Olympic Studios de Londres en noviembre de 1969, antes de regresar a los estudios en dos ocasiones: en enero de 1970 en los Village Recorders Studio de Los Ángeles (California) y en marzo del mismo año en los Island Studio de Londres. Las sesiones contaron con la colaboración de una larga lista de músicos que trabajaron también con Delaney & Bonnie.
La canción «Let It Rain» fue originalmente grabada con una letra diferente y el título de «She Rides». El álbum fue mezclado en tres ocasiones: una por Delaney Bramlett, otra por Tom Dowd y otra por el propio Clapton. La mezcla realizada por Dowd fue la publicada originalmente. La mezcla de Bramlett fue incluida en un segundo disco de la edición deluxe publicada en 2006.
En una entrevista promocional del álbum The Road to Escondido, Clapton comentó que se sintió feliz grabando Eric Clapton y que estaba conforme con los resultados de las sesiones de grabación, aunque «la única cosa que no me gustó era mi voz por ser demasiado joven», dado que «siempre quise sonar como un viejo tipo».

## Lista de canciones
| Cara A |                                     |                                                   |          |  |
| N.º    | Título                              | Escritor(es)                                      | Duración |  |
| 1.     | «Slunky»                            | Delaney Bramlett · Bonnie Bramlett · Eric Clapton | 3:34     |  |
| 2.     | «Bad Boy»                           | D. Bramlett · B. Bramlett · Clapton               | 3:34     |  |
| 3.     | «Lonesome and a Long Way from Home» | D. Bramlett · B. Bramlett · Leon Russell          | 3:29     |  |
| 4.     | «After Midnight»                    | J.J. Cale                                         | 2:51     |  |
| 5.     | «Easy Now»                          | Clapton                                           | 3:01     |  |
| 6.     | «Blues Power»                       | Clapton · Russell                                 | 3:09     |  |
| 17:56  |                                     |                                                   |          |  |

| Cara B |                              |                                           |          |  |
| N.º    | Título                       | Escritor(es)                              | Duración |  |
| 1.     | «Bottle of Red Wine»         | Clapton                                   | 3:06     |  |
| 2.     | «Lovin' You Lovin' Me»       | D. Bramlett · B. Bramlett · Clapton       | 3:19     |  |
| 3.     | «Told You For the Last Time» | D. Bramlett · B. Bramlett · Steve Cropper | 2:30     |  |
| 4.     | «Don't Know Why»             | D. Bramlett · B. Bramlett · Clapton       | 3:10     |  |
| 5.     | «Let It Rain»                | D. Bramlett · B. Bramlett · Clapton       | 5:02     |  |
| 17:11  |                              |                                           |          |  |

| Edición deluxe – The Tom Dowd Mix |                                     |          |  |
| N.º                               | Título                              | Duración |  |
| 1.                                | «Slunky»                            | 3:33     |  |
| 2.                                | «Bad Boy»                           | 3:33     |  |
| 3.                                | «Lonesome and a Long Way From Home» | 3:29     |  |
| 4.                                | «After Midnight»                    | 2:51     |  |
| 5.                                | «Easy Now»                          | 2:57     |  |
| 6.                                | «Blues Power»                       | 3:08     |  |
| 7.                                | «Bottle of Red Wine»                | 3:06     |  |
| 8.                                | «Lovin' You, Lovin' Me»             | 3:19     |  |
| 9.                                | «Told You For the Last Time»        | 2:30     |  |
| 10.                               | «Don't Know Why»                    | 3:10     |  |
| 11.                               | «Let It Rain»                       | 5:02     |  |
| 12.                               | «Blues In 'A'»                      | 10:25    |  |
| 13.                               | «Teasin'»                           | 2:14     |  |
| 14.                               | «She Rides»                         | 5:08     |  |
| 54:41                             |                                     |          |  |

| Edición deluxe – The Delaney Bramlett Mix |                                     |          |  |
| N.º                                       | Título                              | Duración |  |
| 1.                                        | «Slunky»                            | 3:33     |  |
| 2.                                        | «Bad Boy»                           | 3:41     |  |
| 3.                                        | «Easy Now»                          | 2:57     |  |
| 4.                                        | «After Midnight»                    | 3:17     |  |
| 5.                                        | «Blues Power»                       | 3:19     |  |
| 6.                                        | «Bottle of Red Wine»                | 3:06     |  |
| 7.                                        | «Lovin' You, Lovin' Me»             | 4:03     |  |
| 8.                                        | «Lonesome and a Long Way From Home» | 3:48     |  |
| 9.                                        | «Don't Know Why»                    | 3:43     |  |
| 10.                                       | «Let It Rain»                       | 5:03     |  |
| 11.                                       | «Don't Know Why»                    | 5:12     |  |
| 12.                                       | «I've Told You For the Last Time»   | 6:46     |  |
| 13.                                       | «Comin' Home»                       | 3:14     |  |
| 14.                                       | «Groupie»                           | 2:48     |  |
| 54:50                                     |                                     |          |  |

## Miembros
| - Eric Clapton – voz y guitarra. - Delaney Bramlett – guitarra rítmica y coros. - Leon Russell – piano. - Bobby Whitlock – órgano. - John Simon – piano. | - Carl Radle – bajo. - Jim Gordon – batería. - Jim Price – trompeta. - Bobby Keys – saxofón. - Tex Johnson – percusión. | - Bonnie Bramlett – coros. - Rita Coolidge – coros. - Sonny Curtis – coros. - Jerry Allison – coros. - Stephen Stills – coros y guitarra. |

## Posición en listas
| Lista (1970)                   | Posición |
| ------------------------------ | -------- |
| Australia (ARIA)               | 7        |
| Estados Unidos (Billboard 200) | 13       |
| Noruega (VG-lista)             | 17       |
| Reino Unido (UK Albums Chart)  | 14       |